# Estadio PVM
El Estadio PVM (en inglés: PVM Stadium) es un estadio de fútbol en la ciudad de Port Vila, la capital de Vanuatu una nación insular de Oceanía. Los equipos de fútbol Amicale FC, Ifira Black Bird, Seveners United F.C., Shepherds United F.C., Spirit 08, Tafea FC, Teouma Academy F.C. y Tupuji Imere FC juegan sus partidos en casa en este estadio que puede albergar  hasta 8.000 espectadores.